# Vivaldi (cratère)
Pour les articles homonymes, voir Vivaldi (homonymie).
Vivaldi est un cratère d'impact présent sur la surface de Mercure. 

## Présentation
Le cratère fut ainsi nommé par l'Union astronomique internationale en 1976 en hommage au compositeur italien Antonio Vivaldi. 
Son diamètre est de 213 km. Il se situe dans le quadrangle de Beethoven (quadrangle H-7) de Mercure. Le cratère est à double anneau.